# Paula Alvarellos Fondo
Paula Alvarellos Fondo   (Ponteceso, 9 de desembre de 1963 - la Corunya, 1 de març de 2025) va ser una advocada i política gallega.

## Trajectòria
Es va llicenciar en Dret per la Universitat de Santiago de Compostel·la (USC) i posteriorment va cursar un Màster en Tributació i Assessoria Fiscal pel Centre d'Estudis Financers.
Va treballar com a professora del Màster d'Advocacia de la USC a Lugo, i també va ser professora i col·laboradora de l'escola de negocis IFFE. Va exercir com a advocada i mediadora a Lugo, va ser membre del Consell Social de la USC i va treballar en l'Associació Gallega de Consumidors i Usuaris. També va treballar en la inserció de trens expressos amb l'associació Concepción Arenal.
El 2019, va fer el salt a la política amb la secció de Lugo del Partit Socialista Obrer Espanyol. Després de les eleccions municipals de 2019, va formar part del Govern de Lara Méndez com a tinent d'alcaldessa delegada de l'Àrea de Governació de l'Ajuntament de Lugo.
El 18 de gener de 2024 va ser nomenada alcaldessa de Lugo després de la dimissió de Lara Méndez per a presentar-se a les eleccions al Parlament de Galícia.
El 28 de febrer de 2025, durant la cerimònia d'obertura de les festivitats d'entroido, va sofrir un infart. Alvarellos es trobava estable en el moment de la primera intervenció a l'Hospital Universitari Lucus Augusti. El seu estat es va complicar en les hores següents i la van traslladar amb urgència al centre hospitalari de la Corunya, especialitzat en procediments cardiovasculars complexos. Malgrat els esforços mèdics, va morir l'1 de març de 2025.